# Vilim VIII., vojvoda Akvitanije
Vilim (oko 1025. – 25. rujna 1086.), rođen kao Gvido Gotfrid (Gui-Geoffroi), bio je francuski plemić, vojvoda Gaskonje, vojvoda akvitanski i grof Poitoua (kao Vilim VI.).
Gvido je bio najmlađi sin akvitanskog vojvode Vilima V. Velikog i Agneze Burgundske te brat carice Agneze de Poitou. Godine 1052., Gvido je postao vojvoda Gaskonje tijekom vladavine svoga brata. Gaskonja je došla pod vladavinu akvitanskog vojvode Vilima V. koji se oženio Priskom od Gaskonje.
Vilim VIII. poznat je po sklapanju saveza sa španjolskim vladarima. Vilimova je prva žena bila Garsenda, koja Vilimu nije rodila djecu te je postala redovnica. Druga je supruga bila Matoeda, a par se rastao 1068. Vilimova kći iz drugog braka bila je Ines Akvitanska, kraljica Leona. Sa svojom trećom ženom, Hildegardom Burgundskom, Vilim je dobio kćer Agnezu (aragonska kraljica) i sina, Vilima IX. od Akvitanije.